# Capacité (sport)
Pour les articles homonymes, voir Capacité.
En sport, la capacité renvoie à un ensemble de dispositions et d'acquis, constatés chez un individu, généralement formulés par l'expression : « être capable de… » C'était une expression très à la mode dans le système éducatif français des années 1980 propre à l’influence de la pédagogie par objectifs du courant nord-américain. 
Elle se définit en termes de ressources. Une capacité représente une possibilité de réussite et de mise en œuvre de compétences dans l'accomplissement d'une activité. Elle peut être constatée directement dans un contexte formatif ou professionnel ou indirectement par le biais d'épreuves ou de tests divers. On dit souvent qu’une compétence est une somme de différentes capacités.
La capacité est le résultat d’acquisitions particulières permettant d’agir dans des situations à venir susceptibles de développer de nouvelles compétences ou habiletés. On parle alors d’adaptabilité à des situations nouvelles.
« La capacité a une portée générale de formation (…) il s’agit donc d’une visée éducative à vocation réinvestissable » (Dugal, 1992). 
Par exemple, en physiologie de l’effort, on parle de capacité aérobie ou anaérobie. En psychologie cognitive, la 'capacité renvoie à la quantité de ressources disponibles pour traiter l’information.

## Illustration en sports de combat
- En lutte sportive ou en boxe, la capacité à prendre des informations sur le comportement opposé, permettra à l’athlète d’utiliser l’action adverse à son avantage ; pour placer des contres par exemple.

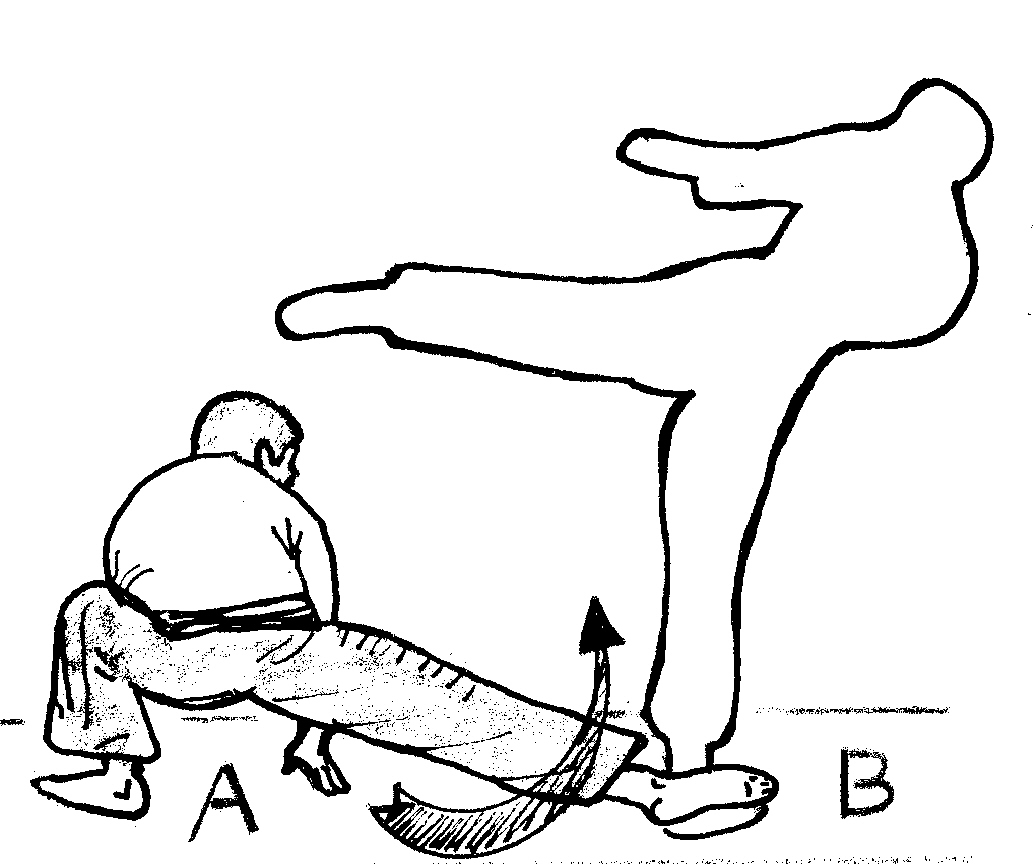
Balayage en contre après une prise d’information sur une attaque prévisible en coup de pied en ligne haute, ici en boxe
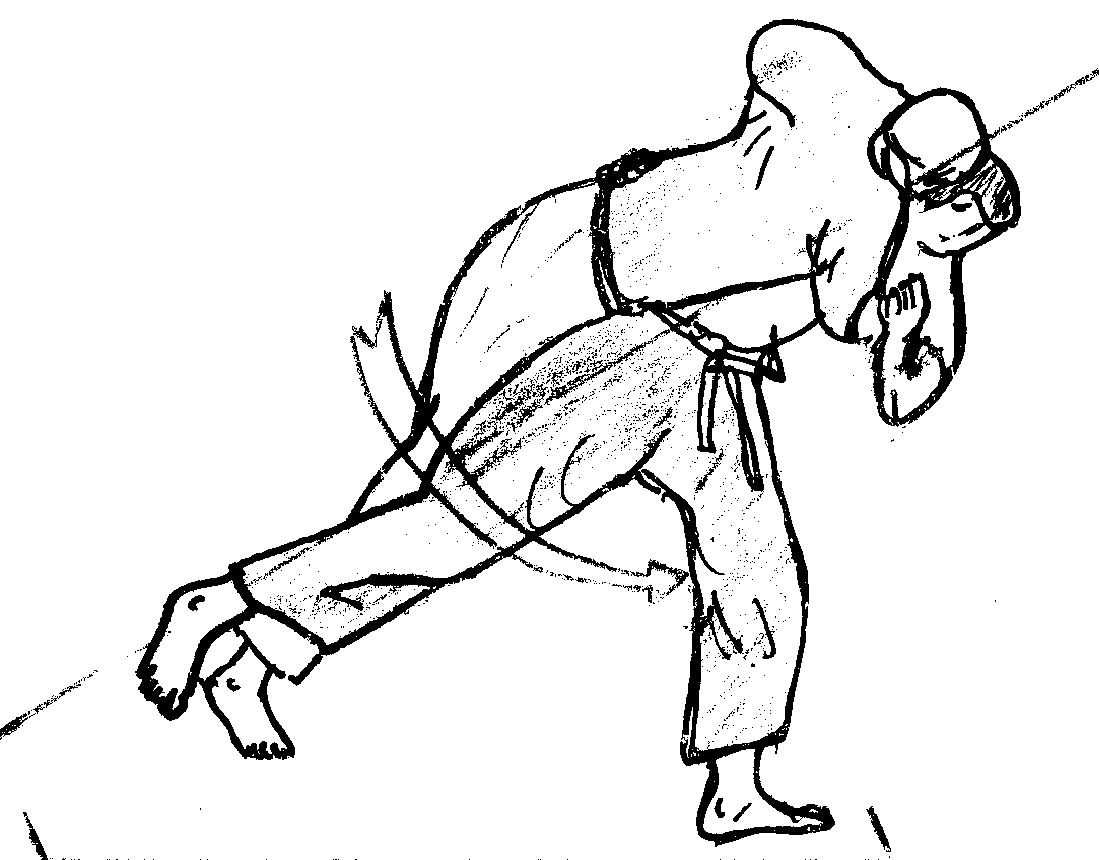
Fauchage de cuisse en réaction sur traction adverse, ici en lutte sportive

## Sources
- J. P. Dugal, Dicodidac, CRDP Limoges, 1992
- GAIP, Lexique conventionnel et professionnel, Revue académique des enseignants d’EPS, Nantes, 1990-91
- J. Leplat, Les habiletés cognitives dans le travail, In Perruchet (P), Les automatismes cognitifs, Liège, 1989